# Kirchschlag, Niederösterreich
Kirchschlag är en ort och kommun  i Österrike. Den ligger i distriktet Zwettl i förbundslandet Niederösterreich, 90 kilometer väster om huvudstaden Wien. 
Kommunen består av tio orter (Ortschaften) (inom parentes invånarantal 1 januari 2024):

- Bernhardshof (30)
- Eck (34)
- Gaßles (12)
- Kienings (22)
- Kirchschlag (238)
- Merkengerst (23)
- Pleßberg (40)
- Roggenreith (59)
- Scheib (115)
- Schneeberg (42)